# Famille Olphe-Galliard
Pour les articles homonymes, voir Galliard.
La famille Olphe-Galliard, olim Olphi dit Galhard, est une famille subsistante d'ancienne bourgeoisie française, originaire du Gapençais (Dauphiné).

## Histoire
L'histoire de la famille Olphe-Galliard a été retracée par Gabriel Olphe-Galliard avec le concours du chanoine Paul Guillaume, archiviste du département des Hautes-Alpes, dans une monographie familiale intitulée Notes pour servir à l'histoire de La famille gapençaise Olphe-Galliard, publiée de 1902 à 1904  dans les Annales des Alpes.
On trouve des porteurs du nom « Olphi » dès le début du XIVe siècle à Gap avec Jean Olphi alias Odulphi, notaire à Gap en 1301, et à Ancelle avec Giraud Olphi mentionné en 1354.
Selon une notice paru dans les Annales des Alpes de 1900, d'après les nombreux actes contenus dans les minutes de notaires du Gapençais, « il est bien démontré maintenant » que cette famille est originaire de Gap, toutefois Gabriel Olphe-Galliard écrit en 1903 « La souche de la famille doit-elle être recherchée à Gap (...) ou à Ancelle ? (...) les documents recueillis jusqu'ici ne nous permettent pas de répondre ».
Les Olphi, fixés à Gap, se transmettent une charge de de notaire et accèdent à partir du milieu du XVe siècle aux charges municipales (consuls), militaires (capitaine et châtelain) et administratives (juges, avocats et procureurs fiscaux) de la cité épiscopale. Ils acquièrent progressivement plusieurs seigneuries autour de Gap (Châteauvieux, Rambaud et Montmorin) et se transmettent de nombreux bénéfices ecclésiastiques,.
En voie d'agrégation à la noblesse, cette branche s'éteint au cours du XVIIe siècle dans la famille d'Armand de Châteauvieux, à la suite du mariage de Françoise Olphi dit Galhard, dame de Châteauvieux avec Daniel d'Armand, bailli de robe courte en l'armée de Savoie, en 1596,. Les Olphi dit Galhard ont leur sépulture dans la chapelle saint-Antoine de l'ancienne cathédrale de Gap. Certains embrassèrent la religion réformée au XVIe siècle.
Gabriel Olphe-Galliard indique que vers l'époque où vivaient à Gap les premiers « Olphi », on trouve à Ancelle « une autre branche de la même famille portant le même nom ». Il écrit « plusieurs des membres de cette branche sont notaires comme ceux de Gap »,. Il indique que certains sont propriétaires de terres et de prés, d'autres sont tenanciers. 
Une autre branche, descendant des Olphi d'Ancelle, se retrouve au XVIIe siècle à La Bâtie-Neuve où ses membres sont laboureurs et cultivateurs. Au début du XVIIIe siècle, on les retrouve cardeurs. Vers 1730, deux frères, issus de cette branche, s'installent à Montluel dans l'Ain,, où ils prospèrent en tant que marchands drapiers. À la génération suivante, Louis s'installe vers 1771 à Lyon, où il devient associé dans la maison de commerce de toile Galliard-Pont & Cie. En 1793, il prend part à la défense de Lyon, sous les ordres du général de Precy. Dominique, son frère, contre-révolutionnaire, est guillotiné par la Terreur en 1793,. Cette branche qui compte plusieurs marchands drapiers à Lyon entre le XVIIIe siècle et le XIXe siècle, donne ensuite plusieurs intellectuels, industriels, officiers et ecclésiastiques, installés à Lyon et à Hendaye.

## Onomastique

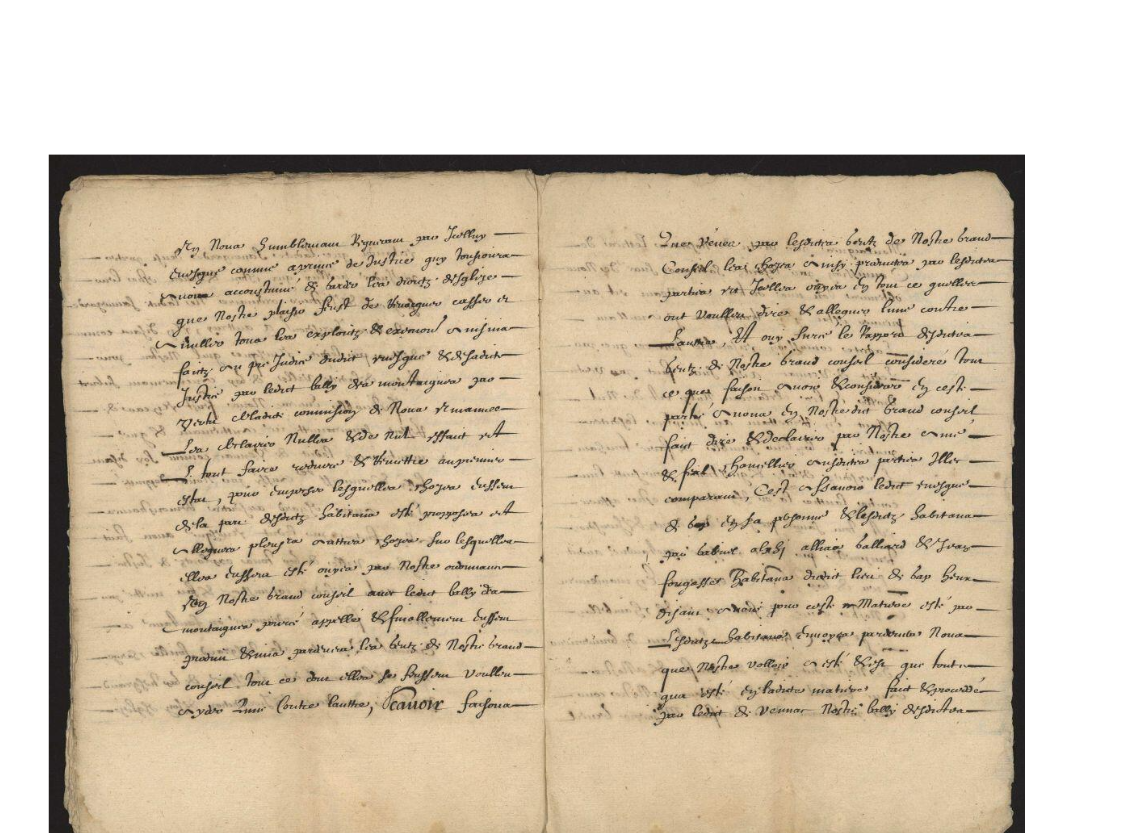
Arrêt du Grand Conseil en faveur des habitants de Gap, représentés par Gabriel Olphi alias Galliard et Jean Fougasse, rendu le 1 décembre 1463 à Abbeville.

Le nom primitif de cette famille était Olphi (du génitif latin : fils de Olphe).
Le nom Olphe vient du radical Olph ou Ulph qui n’est autre que le mot gotique ulf qui signifie loup (la transformation de la terminaison ulfus en olphe, est admise comme normale par tous les linguistes). Gabriel Olphe-Galliard écrit que les noms formés de ce radical  « sont fréquents dans les pays scandinaves, il n’y a pas lieu de s’étonner qu’un certain nombre d’entre eux, importé dans nos région durant les invasions des barbares y aient été adoptés et y soient devenus des noms de saints d’abord, puis des noms de famille ».
Selon Gabriel Olphe-Galliard : « On peut inférer  (...) que « Edulphi » n'est qu'une variante de « Odulphi » (...) et en second lieu que « Odulphi »  est un dérivé de « Rodulphi » et que « si cette hypothèse venait à être confirmée, il en résulterait que l'origine de la famille Olphi devrait se rattacher à l'une des nombreuses familles Rodulphi qui existent à cette époque ». Il ajoute « Parmi ces dernières nous citerons seulement : Rodolphe, doyen de Gap (1251), Pierre Rodulphi, de La Bréole, jurisconsulte (1301), n. Rodulphi, d'Ancelle, notaire (1334), Jean Radulphi, de Châteauroux (1308), etc. ».
Le nom « Olphi » parait seul de 1301 à 1460, date à laquelle on le trouve joint à celui de « Gaillard » ayant pour  étymologie le latin gallus  signifiant coq ou gaulois.
Les Olphi porteront tantôt ce nom seul, tantôt complété par « alias Gaillardi » ou « dit Galliard », tantôt composé en « Olphe-Galliard ». À la fin du seizième siècle à Gap, et du dix-huitième à la Bâtie-Neuve, le nom d'Olphe disparait même complètement pour ne laisser subsister que celui de « Gaillard ».

## Galerie

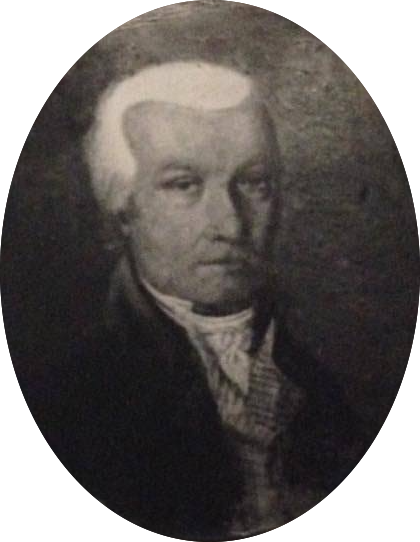
Louis-Esprit Olphe-Galliard, 1785, marchand drapier, capitaine sous les ordres du général de Précy en 1793.
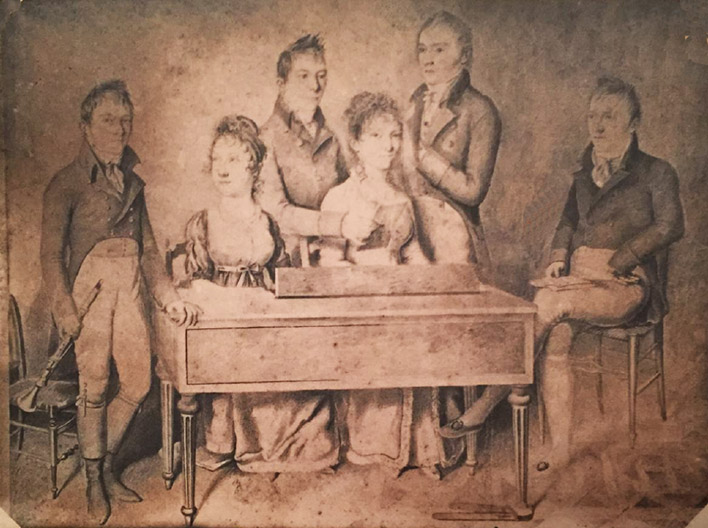
Victor, Marguerite, Alexandre, Adélaïde, Joseph, Camille Olphe-Galliard, 1807 (par Pierre-Louis Boquet), marchands drapiers associés dans la maison Galliard-Pont & Cie.
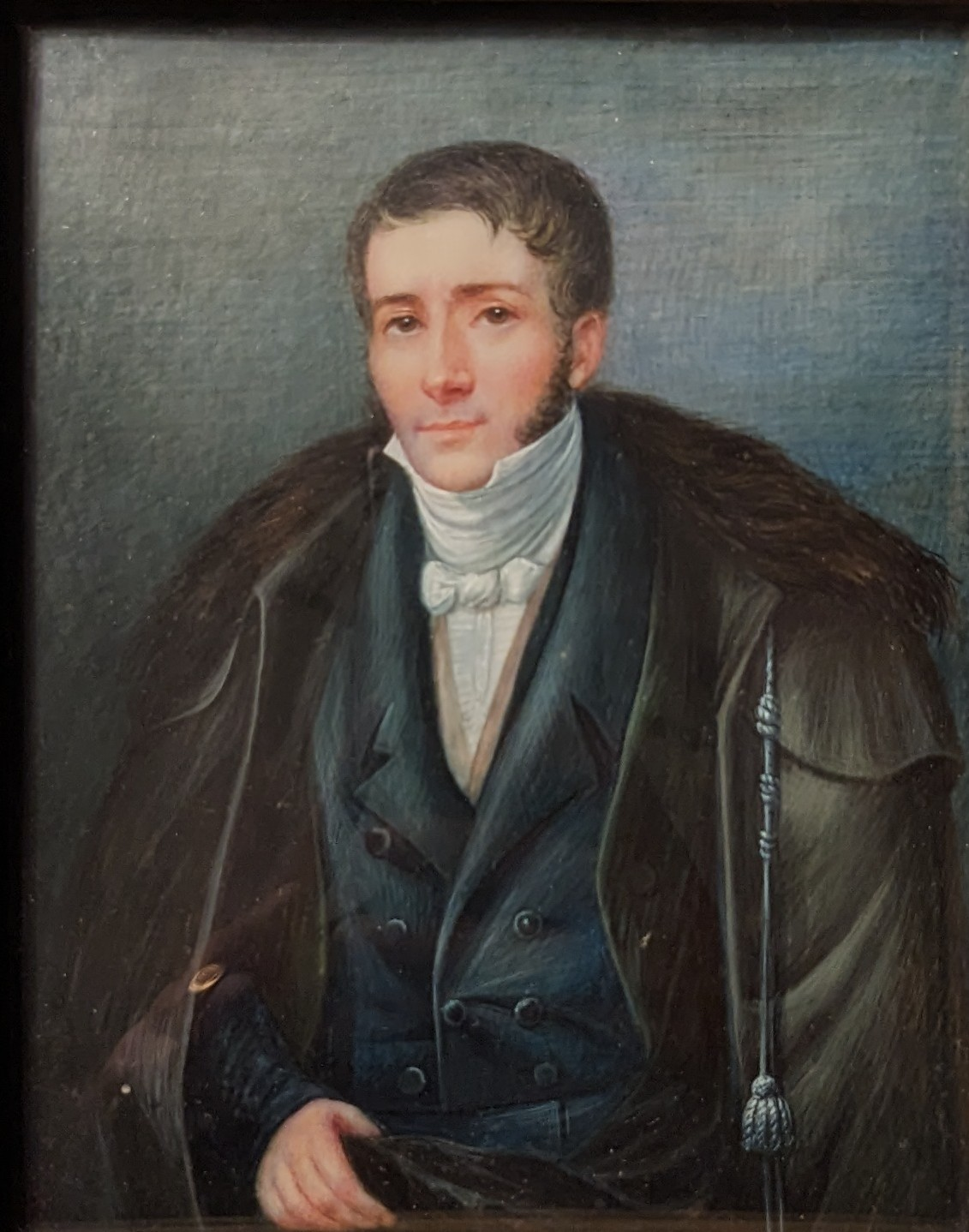
Léonard-Alexandre Olphe-Galliard, 1825, marchand drapier.
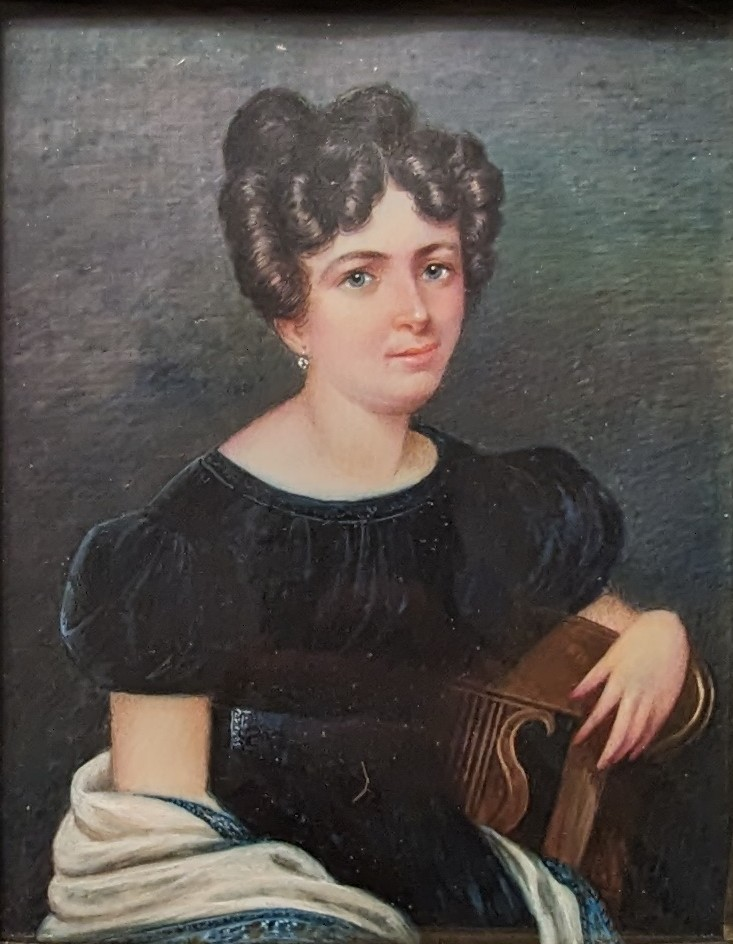
Germaine Olphe-Galliard, née Joyard, 1825 .
- Léon Olphe-Galliard (par Simon Saint-Jean), 1833.
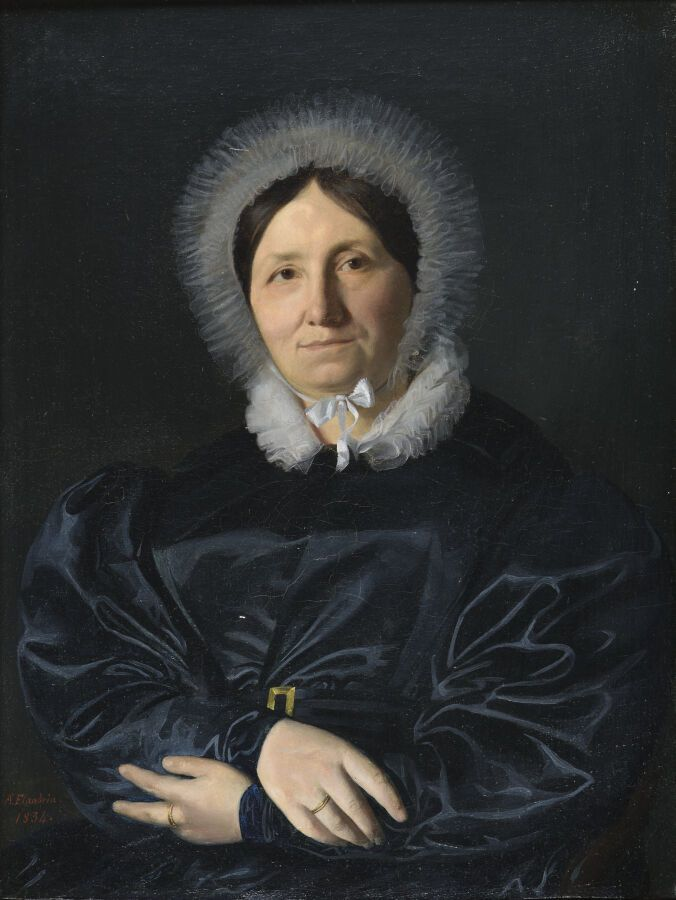
Marguerite Olphe-Galliard, 1834, épouse Francois Chastel (par Flandrin).
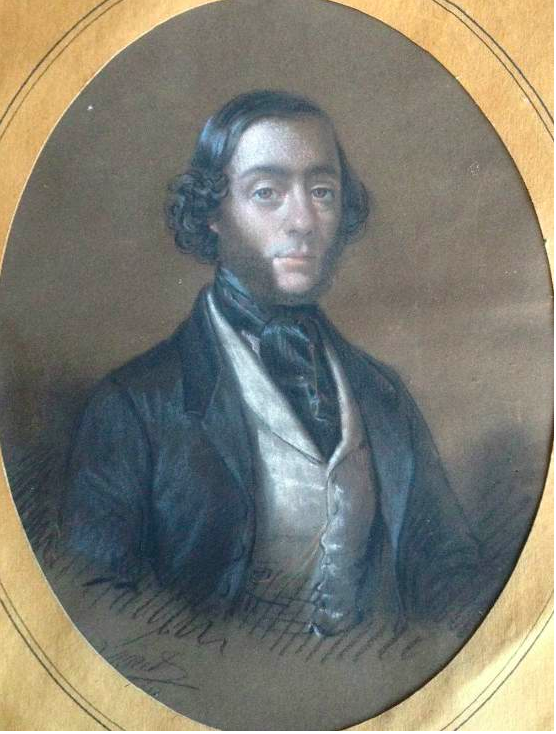
Louis Olphe-Galliard, 1840, marchand drapier.
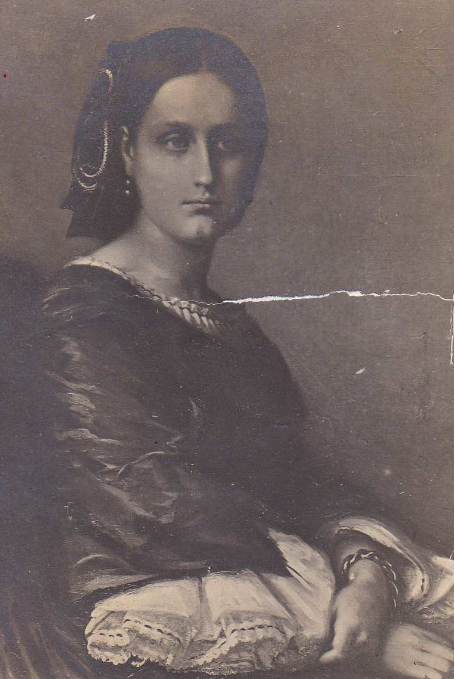
Laure Olphe-Galliard, 1846, épouse Aymé Frérejean (par Borel).
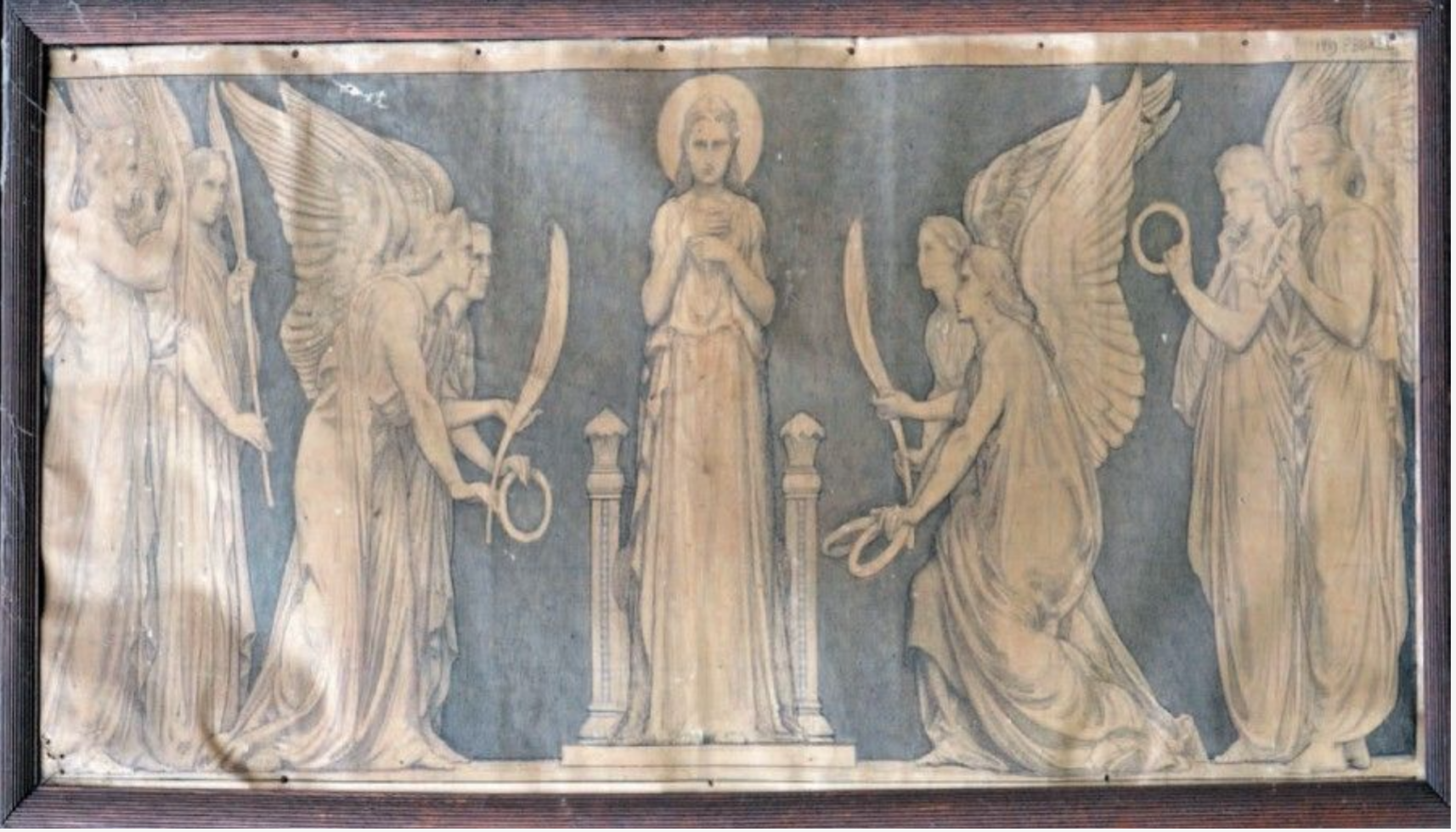
Carton pour la basilique d'Ars par Borel, le modèle de Sainte Philomène est Mme Aymée Frèrejean, née Laure Olphe-Galliard.
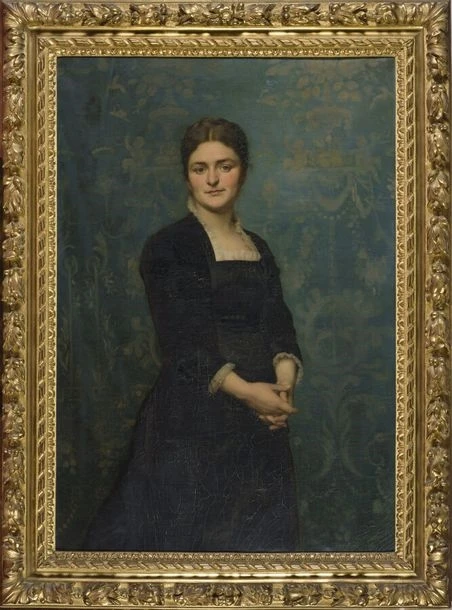
Marie Olphe-Galliard, née Fayard de Mille, 1879 (par La Brély).
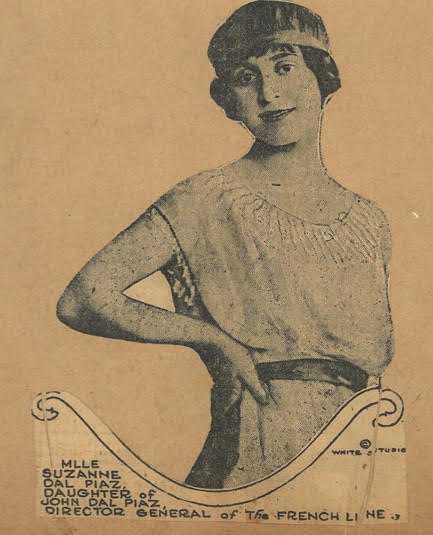
Suzanne Olphe-Galliard (née Dal Piaz), 1920.
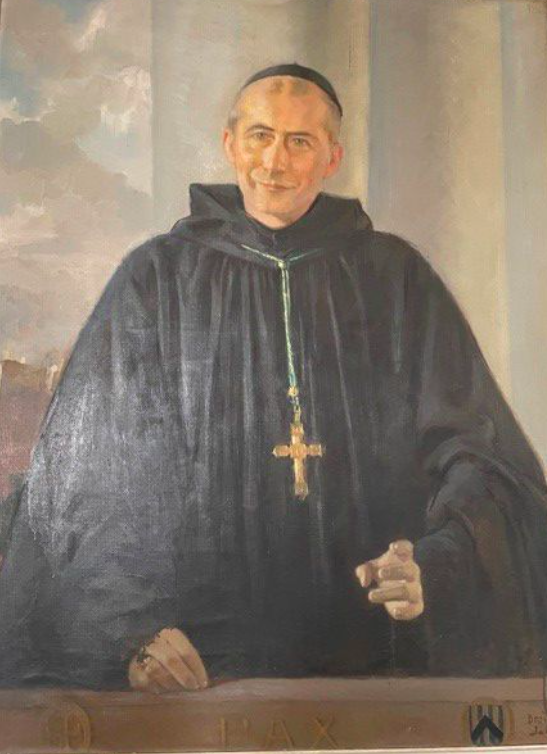
Dom Jean Olphe-Galliard, 1945, (par Albert Braïtou-Sala).
Chapelle-Chambertin, grand cru, 1985, Jean Olphe-Galliard.

## Fiefs et possessions
- Seigneuries (haute, moyenne et basse justice) de Châteauvieux (1563) et de Rambaud (1572)[79],
- Coseigneurie de Montmorin (1574)[83].

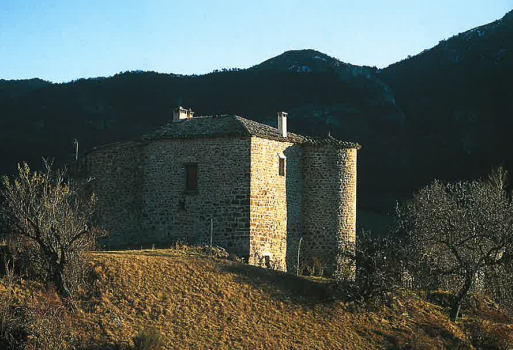
Maison forte de Montmorin, (Hautes-Alpes)
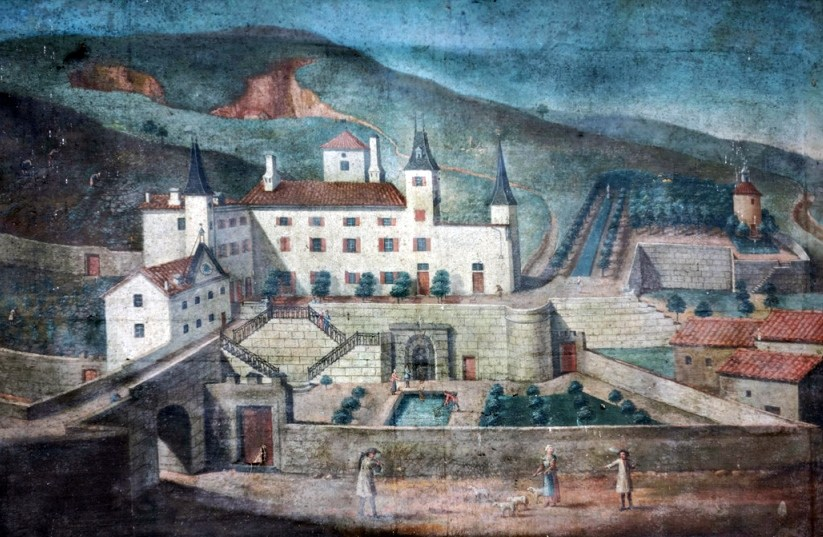
Château de la Guerrière (Rhône)
- Manoir de Montcorin (Rhône)
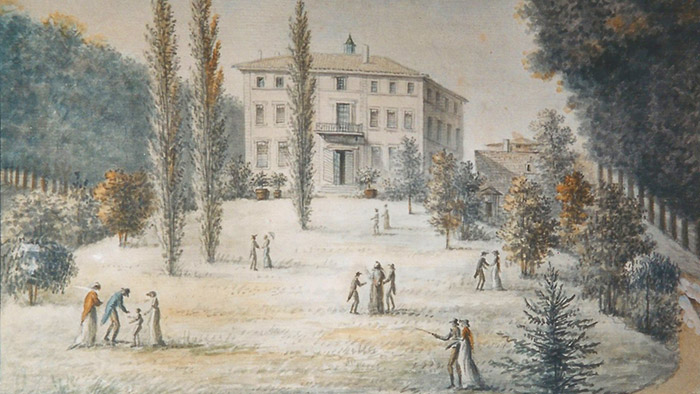
Maison Magneval (Rhône)
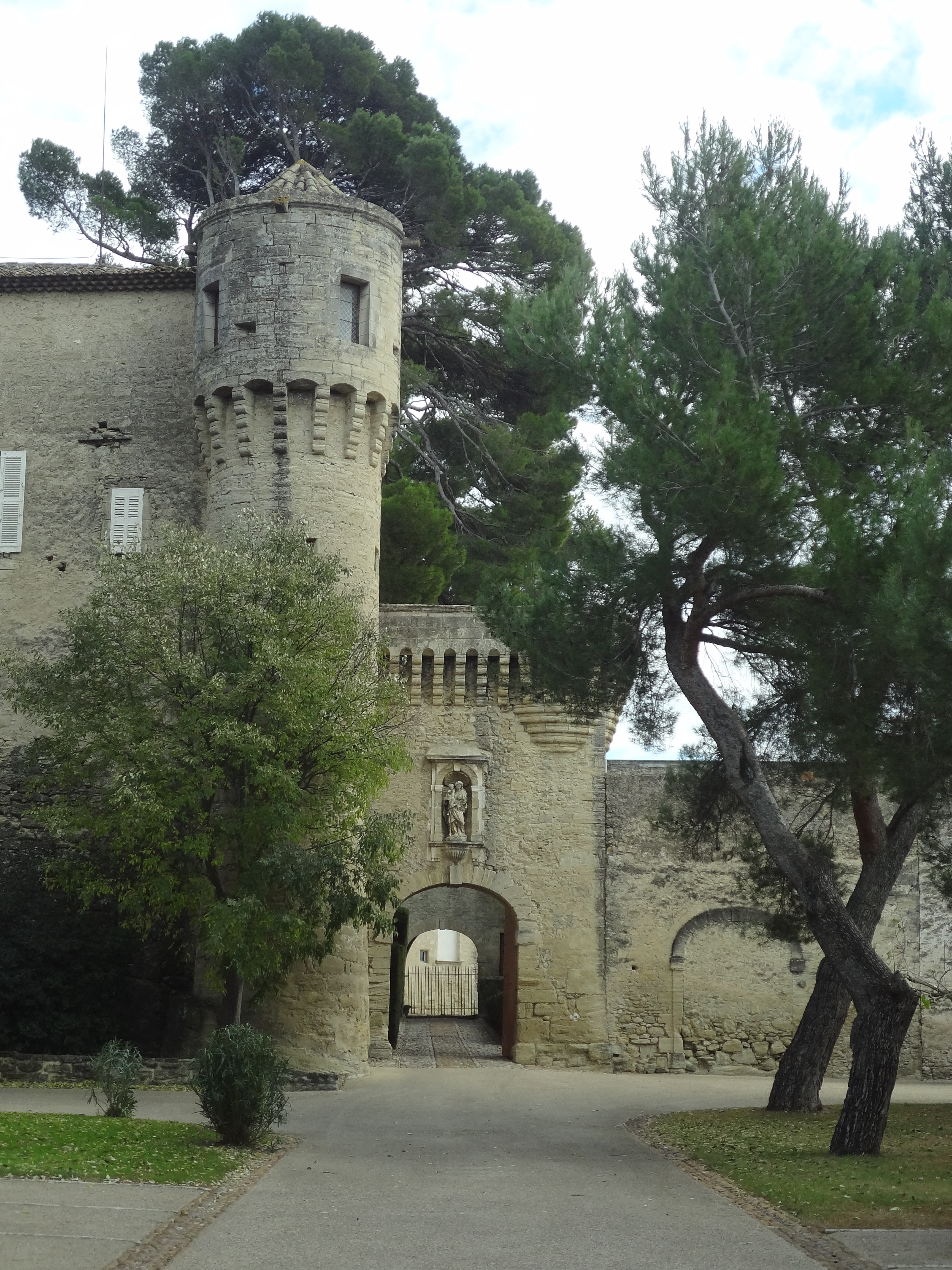
Chartreuse de Bonpas (Vaucluse)
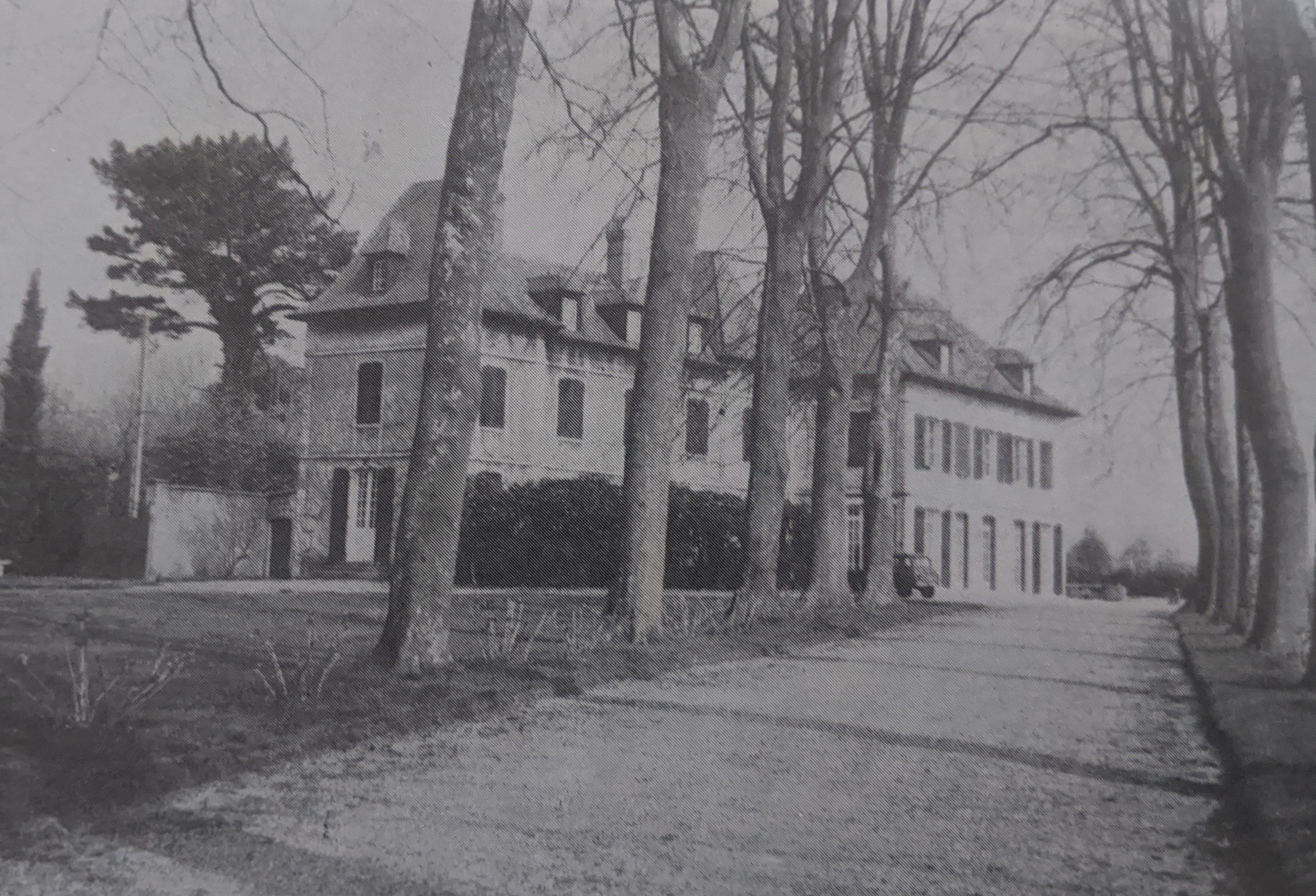
La Plane (Pyrénées-Atlantiques)

## Armes
Cette famille porte : 
| Image | Armoiries |
| ----- | --- |
|       | D'azur au coq d'or becqué, crêté et barbé de gueules au chef d'argent chargé d'un croissant de sable.,. - Armes parlantes (Galliard, Gallus).                             |
|       | D'argent à une rose à huit pétales de gueules, barbée de sinople,. - D'après un sceau du notaire Jean Olphi dit Galhard en 1512.                                          |
|       | D'azur à trois pals d'or, au chevron de sable brochant sur le tout. - Armes de l'Abbé Olphe-Galliard, - Devise : Lux vera, pax nostra (« La vraie Lumière, notre paix »). |

## Alliances notables
- Dauphiné : Gregoire (av. 1500), de Patras (1545 et 1555), Bernard du Moulin (av. 1543 et av. 1547), de Gauthier (1547), Mutonis (1548), Arnaud (av. 1555), du Buisson (av. 1556), Martin de La Piarre (av. 1558), de Reynard (av. 1564), Farel (1573), de Nicat de Montmorin (av. 1574), de Piard (1582), d'Armand de Châteauvieux (1596), de Clot-Eyraud (av. 1615), Chevalier du Pin (1631).

- Lyonnais : André (1748), Piron (1808), Michet (1811), Frerejean (1867), Fayard de Mille (1872), Bizot (1904), Gensoul (1907), Arthaud de La Ferrière (1907), Rimoz de La Rochette (1913), Jarrosson (1930), Casati-Ollier (1954).

- Autres :  Hedde (1864), Poute de Puybaudet (1892), de Catheu (1909), Hess (1921), Dal Piaz (1922), de La Fournière (1924), Deltour de Chazelles (1934), du Buit (1936), Escudier (1941), Pastré (1949), Poirier de Clisson (1950), de Pradier d'Agrain (1974), de Capele d'Hautpoul (1975), Casalis (1979), Baume (1979), Colomb de Daunant (1982), de Solere (1990), Hême de Lacotte (1991), de Carrère (1993).

## Odonymie
- La rue Olphe-Galliard, dans le centre de Gap (Hautes-Alpes), est dédiée à Léon Olphe-Galliard, qui a donné au Musée Muséum départemental des Hautes-Alpes une importante collection d'oiseaux empaillés ainsi que sa riche bibliothèque.